# 修文馆
修文馆是中国唐朝时期的一个文学机构。
武德四年（621年）正月设置于门下省。武德九年（626年）三月改为宏文馆。神龙元年（705年）十月因避讳而改名昭文馆。神龙二年(706年)又改回修文馆。至景龙二年（708年），设大学士四人，学士八人，直学士十二人。